# پاپی سو
پاپی سو (به انگلیسی: Pape Sow) متولد ۲۲ نوامبر ۱۹۸۱، در داکار، سنگال بازیکن حرفه‌ای بسکتبال است که برای تورنتو رپتورز از اتحادیه ملی بسکتبال آمریکا، و تیم‌های مختلف اروپایی بازی کرده‌است است. وی هم‌اکنون برای مهرام تهران بازی می‌کند.